# Мэй, Элизабет
Элизабет Эванс Мэй (англ. Elizabeth Evans May, офицер Ордена Канады; род. 9 июня 1954) — канадский политик, лидер Зелёной партии Канады, эколог, писатель, общественный деятель, юрист.

## Биография
Родилась в США в семье британца и американки, гражданка США, получила также гражданство Канады в 1978 году. Мэй окончила юридический факультет Университета Дэлхаузи. Затем изучала теологию в Университете Святого Павла в Оттаве.
С 1986 году, завоевав репутацию своими выступлениями против использования гербицидов и вырубки леса, стала советником федерального министра экологии Томаса Макмиллана. В 2006 году вступила в Зелёную партию и в том же году стала её лидером. Под её руководством рейтинг партии за несколько лет возрос, в 2008 году у партии впервые появился свой депутат (Блэр Уилсон, округ Ванкувер).
4 ноября 2019 года ушла в отставку от руководства партией, заявив, что рада оставить её в хорошем состоянии после высоких результатов на последних парламентских выборах.
19 ноября 2022 года в шестом туре голосования вновь избрана лидером Зелёной партии в близком противостоянии с Джонатаном Пено.

## Сочинения
- Budworm battles: the fight to stop the aerial insecticide spraying of the forests of eastern Canada (with Richard E.L. Rogers). 1982. Four East Publications. ISBN 0-969-0041-5-X
- Paradise Won: the struggle for South Moresby. 1990. McClelland & Stewart. ISBN 0-7710-5772-5
- Frederick Street: life and death on Canada’s Love Canal (with Maude Barlow). 2000. HarperCollins Publishers. ISBN 0-00-200036-9
- At the cutting edge: the crisis in Canada’s forests. 2005. Key Porter Books. ISBN 1-55263-645-3
- How to Save the World in Your Spare Time. 2006. Key Porter Books. ISBN 1-55263-781-6
- Global Warming for Dummies (with Zoe Caron). 2008. Wiley & Sons Publishing. ISBN 0470840986
- Losing Confidence: Power, Politics And The Crisis In Canadian Democracy. 2009. McClelland & Stewart. ISBN 0771057601